# 藜芦
藜芦（学名：Veratrum nigrum）为黑藥花科藜芦属下的一个种。

## 延伸阅读
[在维基数据编辑]
 《欽定古今圖書集成·博物彙編·草木典·藜蘆部》，出自陈梦雷《古今圖書集成》
 《植物名實圖考·藜蘆》，出自吳其濬《植物名實圖考》